# Stade municipal de Gdańsk
Pour les articles homonymes, voir Stade municipal.
 (avril 2025).
Si vous disposez d'ouvrages ou d'articles de référence ou si vous connaissez des sites web de qualité traitant du thème abordé ici, merci de compléter l'article en donnant les références utiles à sa vérifiabilité et en les liant à la section « Notes et références ».
Le stade municipal de Gdańsk (Stadion MOSiR w Gdańsku en polonais) est un stade multi-usages situé à Gdańsk, en Pologne. Construit en 1927, il est actuellement utilisé par la section rugby du Lechia Gdańsk et son équipe réserve de football.

## Historique
Construit en 1927, le stade n'est destiné à l'origine à aucune équipe en particulier. C'est à partir de 1945, année de création du Lechia Gdańsk, qu'il est loué à un club. D'une capacité actuelle de 12 244 places, il pouvait dans les années 1980 accueillir plusieurs milliers de personnes, et connait son pic d'affluence le 28 septembre 1983, lorsque le Lechia reçoit l'équipe italienne de la Juventus pour ses débuts en Coupe d'Europe.
Le 12 avril 1987, le stade reçoit pour la première fois l'équipe nationale, opposée à Chypre lors des éliminatoires de l'Euro 1988.